# František Havránek
František Havránek (11. července 1923 Bratislava – 26. března 2011) byl ústředním trenérem československé fotbalové reprezentace v letech 1978–1984 a trenérem vítězného mužstva, které v roce 1980 získalo zlatou medaili na olympiádě v Moskvě. Byl také významným trenérem českých prvoligových fotbalových klubů včetně Hradce Králové (1964–66), Slavie Praha (1967–69) a Zbrojovky Brno (1972–76). Úspěchů dosáhl i v zahraničí s mužstvy fotbalových klubů EPA Larnaca (1970–72), AEL Limassol (1984–86) a Ruch Chorzów (1976–78).

## Fotbalista
František Havránek se narodil na Slovensku v rodině českého pracovníka finanční stráže. Dětství prožil ve Vysokých Tatrách, kde se věnoval zimním sportům. Následně bydlel u prarodičů v Bratislavě, kde studoval obchodní akademii. Po nuceném vystěhování rodiny ze Slovenska po vyhlášení Slovenského státu v roce 1939 dostudoval obchodní akademii v Praze. Rodina usadila v Sadské, kde v letech 1939–1945 hrál fotbal za AFK Sadská.
Ihned po válce narukoval do Liberce, kde se v rámci vojenské služby věnoval dalším sportům, včetně skoku a běhu na lyžích, závodního bobu a hokeje. Ve fotbale pokračoval v AFK Žižka Brno. Po vojenské službě hrál fotbal za SK Židenice (první 2 prvoligové starty ve Státní lize 1946/47), v Aston Ville Mladá Boleslav, Koloře Liberec, Slavoji Liberec (posledních 12 prvoligových startů v Přeboru republiky 1953), Jiskře Jablonec nad Nisou a Jiskře Mimoň. V roce 1958 ukončil aktivní hráčskou kariéru a věnoval se pouze trenérské činnosti, s níž započal v roce 1954 v Jiskře Liberec.

### Prvoligová bilance
| Ročník             | Zápasy | Góly | Minuty | Klub                  |
| ------------------ | ------ | ---- | ------ | --------------------- |
| I. liga 1946/47    | 2      | 0    | 180    | SK Židenice           |
| I. liga 1953       | 12     | 0    | 1 080  | Jiskra Kolora Liberec |
| CELKEM I. ČS. LIGA | 14     | 0    | 1 260  |                       |

## Trenér
Od roku 1961 František Havránek studoval Trenérskou školu při Institutu tělesné výchovy a sportu v Praze a v roce 1964 získal kvalifikaci Trenér I. třídy fotbalu.

### Spartak Hradec Králové
V témže roce angažoval Františka Havránka Spartak Hradec Králové, který se právě propadl do 2. ligy. Tým převzal od tehdejšího trenéra Josefa Bicana a do konce sezóny se týmu přes úvodní potíže podařilo vybojovat postup do 1. ligy. Následující rok se Spartak Hradec Králové pod vedením Františka Havránka umístil s 25 body na 8. místě – 1965/66

### SK Slavia Praha
V lednu 1967 se stal trenérem SK Slavie Praha a splnil si tak svůj sportovní sen. V této sezóně se po velmi vyrovnaném boji Slavia umístila na 3. místě ligy se stejným počtem bodů jako vítěz. Na konci roku 1967 František Havránek s týmem Slavie absolvoval cestu kolem světa, kde za necelých 7 týdnů sehráli 16 zápasů na čtyřech kontinentech a procestovali 65 000 km. František Havránek Slavii trénoval do roku 1969 a Slavie se pod jeho vedením umísťovala na předních místech tabulky. Historickým úspěchem bylo, že za jeho působení Slavie ani jednou neprohrála se svým rivalem Spartou Praha.

### EPA Larnaca
V roce 1969 přijal František Havránek nabídku kyperského klubu EPA Larnaca. Tříleté působení na Kypru bylo fenomenálním úspěchem, kdy se nejprve klub dostal z konce tabulky na přední místa a v roce 1970 EPA Larnaca vyhrála první kyperskou ligu a získala možnost soutěžit v řecké profesionální lize. Působením Františka Havránka na Kypru získalo Československo silné renomé a škála československých trenérů pokračovala až do osmdesátých let. Trénovali zde také např. trenéři Cerman, Uhrin, Cipro a další.

### TJ Zbrojovka Brno
Po návratu do Československa v roce 1972 působil František Havránek jako hlavní trenér Zbrojovky Brno (4 sezony: 1972/73 – 1975/76), kde získal opět úkol zachránit klub v první lize, což se podařilo (1972/73 – 12. místo, 1973/74 – 10. místo, 1974/75 – 4. místo). V jeho poslední sezoně 1975/76 se klub umístil na solidním 7. místě. Jeho nástupce u kormidla brněnské Zbrojovky Josef Masopust, který v týmu objevil ofenzivní potenciál, vtiskl mu útočné pojetí a nakonec s ním oslavil titul Mistra Československa 1977/78, přebíral v roce 1976 po Františku Havránkovi kondičně a takticky výborně připravené mužstvo. Podobné střídání zbrojováckých trenérů se odehrálo přesně za 8 let, kdy se stal nástupcem Františka Havránka u československé fotbalové reprezentace právě Josef Masopust.

### Ruch Chorzów
V sezónách 1976/77 a 1977/78 (podzim) byl František Havránek hlavním trenérem v polském prvoligovém mužstvu Ruch Chorzów. Ruch se v sezonách 1973/74 a 1974/75 stal mistrem Polska, ale v sezoně 1975/76 bojoval s poklesem výkonnosti po odchodu několika hráčů do zahraničí (4. místo). František Havránek tým kompletně omladil a skončil s ním na 13. místě v sezoně 1976/77. Po 19 podzimních zápasech sezony 1977/78 (5 vítězství, 8 remíz, 6 porážek, skóre 17:18) odešel k československé reprezentaci, Ruch se nakonec zachránil jen díky lepším vzájemným zápasům se Zawiszou Bydhošť (4. kolo 2:0 v Chorzowě, 17. kolo 0:0 v Bydhošti – u obou byl ještě na podzim F. Havránek) na 14. místě. Jeho práce se však novému mužstvu zúročila už v sezoně 1978/79, kdy se stalo po 12. v historii mistrem Polska.

### Československá reprezentace
Od ledna 1978 do června 1984, tedy celých 5 a půl roku, pracoval František Havránek jako ústřední trenér československé fotbalové reprezentace. V tomto období byl také trenérem československého olympijského družstva a posléze i trenérem reprezentačního mužstva A. Jeho vysoce úspěšné působení v této funkci vyvrcholilo v roce 1980, kdy se československé národní mužstvo pod jeho vedením stalo vítězem fotbalového šampionátu Olympijských her v Moskvě po porážce mužstva NDR, a to jako jediné v historii Československa i České republiky.
Ve funkci ústředního trenéra fotbalu ještě získal kvalifikaci na MS ve Španělsku v roce 1982, kde se však mužstvo A pod vedením reprezentačního trenéra Vengloše neumístilo a následkem toho bylo rozpuštěno. František Havránek tehdy převzal také funkci reprezentačního trenéra A mužstva. Kvalifikace na mistrovství Evropy v roce 1984 probíhala s novým mužstvem, avšak po těžkých utkáních se Československu postoupit nepodařilo. V témže roce se František Havránek rozhodl rozloučit s reprezentačním mužstvem.
Citace tehdejšího tisku:
- Čs. sport: „Havránkovi na rozloučenou: ČSSR – Dánsko 1:0 (0:0); tradice neporušena, ani v 11. vzájemném utkání jsme s Dány neprohráli. Soupeř technicky zdatnější a rychlejší. Zlepšení po přestávce nás přivedlo k šancím a k vítězství nad jedním z nejlepších celků Evropy.“
- Gól: „František Havránek odchází. Říká se, že mezi hráči nikdy nedělal rozdíly, nikdy nikoho neprotežoval. Ve třinácti oficiálních mezistátních zápasech mu prošlo rukama rovných 40 fotbalistů. Za ty roky poznal, jak nám všem na fotbale záleží, ale setkal se také s případy, kdy osobní zájmy nad těmi reprezentačními převažovaly. A tak svému nástupci Josefu Masopustovi při symbolickém stisku ruky přál, aby při své práci nacházel jen ty nejupřímnější pomocníky a se soupeři se shledával pouze na zeleném trávníku.“

František Havránek byl v roce 1980 jmenován zasloužilým trenérem.

### Návrat na Kypr a konec trenérské kariéry
Jako poslední krok v kariéře se František Havránek rozhodl v roce 1984 vrátit na milovaný Kypr. V roce 1984, jako jednašedesátiletý, se stal trenérem ligového klubu AEL Limassol. Ještě v témže roce s AEL Limassol vyhrál kyperský pohár, což byl tehdy největší úspěch klubu za posledních 37 let. V roce 1986, ve věku 63 let, odešel František Havránek podruhé z Kypru a tím také ukončil kariéru vrcholového fotbalového trenéra.

## Soukromí
V soukromí se František Havránek věnoval rodině, především svému vnukovi, byl vášnivým zahradníkem a dál pěstoval své další oblíbené sporty včetně běhu na lyžích a turistiky. Od roku 2007 žil se svou dcerou, vnukem a třemi pravnoučaty mimo Prahu. Zemřel dne 26. března 2011 ve věku 87 let.